# 加布里埃拉·舍韦
加布里埃拉·舍韦（德語：Gabriela Schöwe，1964年2月26日—），德国女子曲棍球运动员。她曾代表西德参加1984年和1988年夏季奥林匹克运动会曲棍球比赛，其中1984年奥运会获得一枚银牌。